# فرانكو لالي
فرانكو لالي هو لاعب كرة قدم كندي في مركز الوسط، ولد في 11 مارس 1985 في تورونتو في كندا. شارك مع منتخب كندا تحت 20 سنة لكرة القدم. أما مع النوادي، فقد لعب مع نادي فوجيا.

## وصلات خارجية
- فرانكو لالي على موقع الاتحاد الدولي (مؤرشف)  (الإنجليزية)